# Зоофилија
Зоофилија (грч. zṓion - животиња и philia - љубав-пријатељство) представља доживљавање сексуалног задовољства приликом сексуалног односа са животињом. У већини земаља овакав однос је кажњив законом. Постоји велики ризик од преношења инфекција и разних зооноза (болести заједничке људима и неким животињама). Несексуална зоофилија је термин који се користи да објасни однос који се углавном сматра толерантним. Међутим термин зоофилија се углавном користи за дефинисање поменутог сексуалног односа. У српском језику је синоним за содомију, мада у великом броју језика то није случај, већ содомија означава хомосексуалност, анални и орални секс и слично.